# Terellia volgensis
Terellia volgensis
 es una especie de insecto del género Terellia de la familia Tephritidae del orden Diptera. 
Bassov y Tolstoguzova la describieron científicamente por primera vez en el año 1995.